# NGC 194
NGC 194 là một thiên hà hình elip nằm trong chòm sao Song Ngư. Nó được phát hiện vào ngày 25 tháng 12 năm 1790 bởi William Herschel.